# ابی کرامپتون
ابی کرامپتون (انگلیسی: Abby Crumpton؛ زادهٔ ۶ آوریل ۱۹۸۱) بازیکن فوتبال اهل ایالات متحده آمریکا است.
از باشگاه‌هایی که در آن بازی کرده‌است می‌توان به بوستون بریکرز اشاره کرد.
وی همچنین در تیم ملی فوتبال زیر ۲۳ سال زنان ایالات متحده آمریکا بازی کرده‌است.